# قوة الدم (رواية)
قوة الدم (بالإسبانية: La Fuerza  de la sangre)‏ هي إحدى الروايات القصيرة التي تنتمي إلى سلسلة روايات ميغيل دي ثربانتس روايات النموذجية.

## عن الكاتب

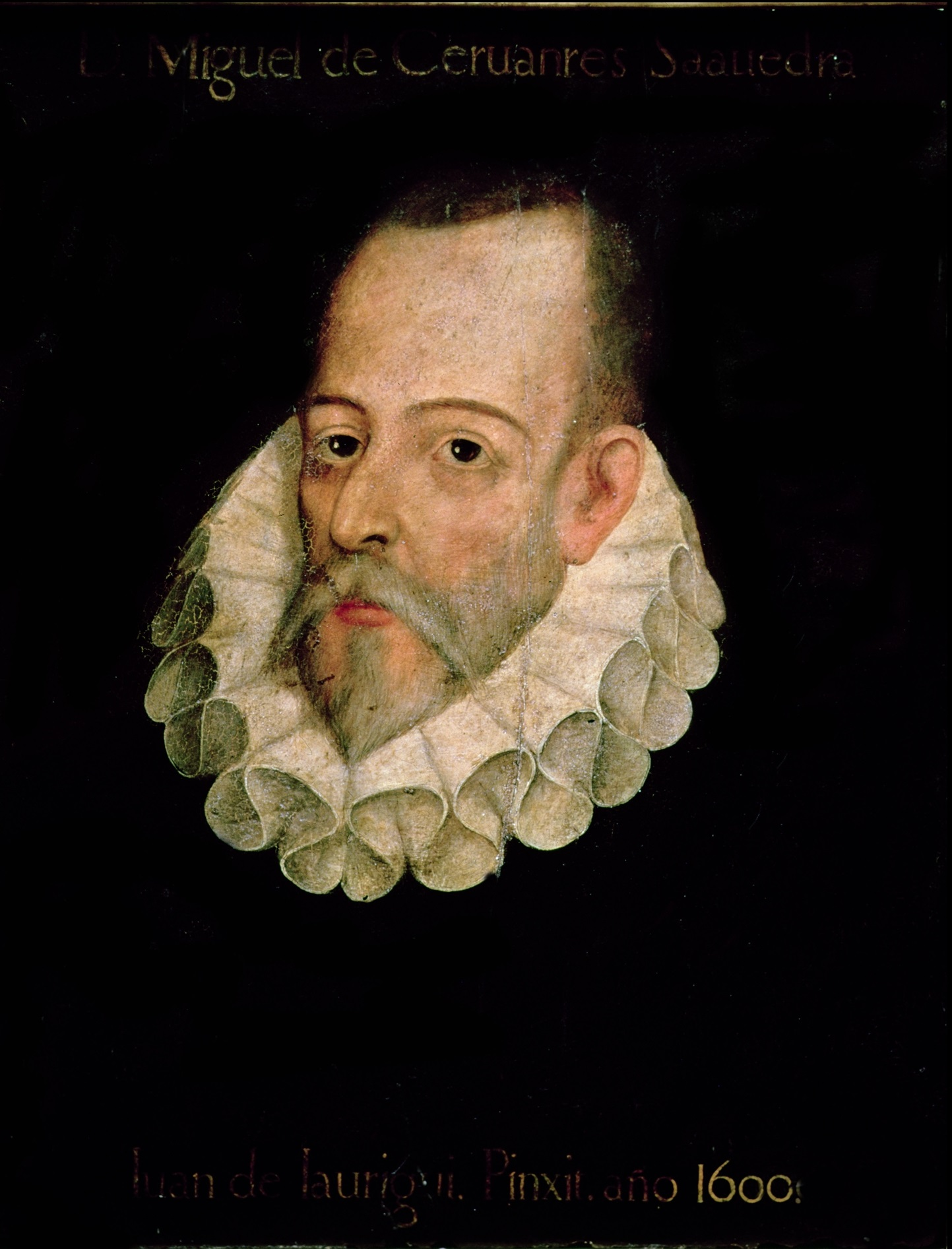
ميجيل دى ثربانتس

ميغيل دي ثيربانتس سافيدرا (بالإسبانية: Miguel de Cervantes Saavedra) كاتب مسرحي وروائي، شاعر إسباني ولد في ألكالا دي إيناريس، مدريد، إسبانيا في 29 سبتمبر 1547. وتعد رواية دون كيخوطي دي لا مانتشا (1605 - 1615 م) التي صدرت عام من أشهر أعماله. وقد تركت حياة ثيرفانتس الحافلة بالأحداث أثرا بليغاً في أعماقه، ويظهر ذلك في روح السخرية والدعابة التي تميز أعماله. ويُعتبر من بين أشهر الشخصيات الإسبانية في العالم، ولذلك فقد قامت إسبانيا بتكريمه واضعة صورته على قطعة الـ50 سنتاً الجديدة. وبالمثل فإن جائزة ثيربانتس التي تحمل اسمه تعد بمثابة تكريما له على عمله دون كيخوطي والذي يعد من أعظم الأعمال التي صدرت باللغة الإسبانية. وتوفي في مدريد، إسبانيا في 22 أبريل 1616.

## روايات نموذجية

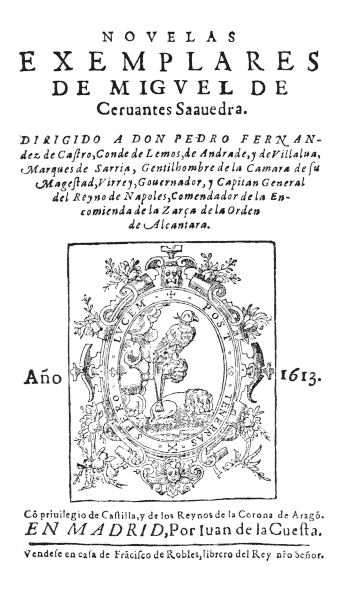
روايات نموذجية

هي سلسلة من الروايات القصيرة والتي كتبها ميغيل دي ثربانتس بين عامي 1590 و1612.ولقد نشرها خوان دي لا كويستا عام 1613 في مدريد.وكانت في البداية تسمي روايات نموذجية للترفيه الأكثر صدقاً.وتتكون من اثني عشر قصة قصيرة وتسير علي نهج النموذج المتبع في إيطاليا.وسميت بالنموذجية لانها أول نموذج للروايات باللغة القشتالية(الإسبانية) يتبع
طابع تعليمي وأخلاقي.
تم تقسيمها الي مجموعتين:تلك التي لها طابع مثالي أو نموذجي وأخرى لها طابع الواقعية.ويتميز الطابع المثالي بأنه الاقرب للتاثير الإيطالي والذي يناقش مواضيع تتعلق بشئون الحب مع وفرة من الأحداث.أما التي تتبع الطابع الواقعي فهي تصف البيئة وتتناول شخصيات واقعية وغالباً تكون بقصد النقد.

من الروايات التي لها طابع مثالي أو نموذجي:
رواية العاشق المتحرر
رواية الإسبانية الإنجليزية
رواية قوة الدم
اما التي لها طابع واقعي:
كرواية حوار الكلاب
ورواية الغجرية

## الموضوع الأساسى

قوة الدم

تروى حياة فتاه جميلة تعرضت لحادثة اغتصاب من قبل شاب غير مسئول ثم تنتهى الرواية بالزواج بينهم.
تطورت أحداث القصة في طليطلة (توليدو) .
المفردات المستخدمة تعيدنا إلى عصر يسمى العهد أو العصر الذهبي، وبالطبع تختلف هذه المفردات عن المستخدمة حاليا.

## حبكة الرواية

قوة الدم

في إحدى اليالى الصيفية، عادت ليوكاديا من توليدو، في فتاه في 16 من العمر وعائلتها المكونة من ؛
عجوز ينتمى لطبقة النبلاء، ووالدتها وطفل صغير والخادمة.
رولدولفو هو شاب في 22 من عمره من نفس المدينة، فهو شاب غنى ينتمى لطبقة النيلاء، وحسن المظهر، و متحرر، ولدية صحبة غير مناسبة له، وأربعة من أصدقائه حيث يسيرون عكس اتجاه عائلتهم. ظل الشاب مبهورا بجمال ليوكاديا، لذ لك نمت بداخله الرغبة في الاستمتاع بها على الرغم من العوائق الموجدودة. وقال ذلك لاصدقائة وقرروا العودة والقيام باختطافها محاولا لإرضائه.
قاموا بتغطية وجوههم ثم أشهروا سيوفهم، ثم أخدها رودولفو وضمها بين زراعيه وفر معها بعد أن فقدت وعيها من الذهول قامت العائلة بالصراخ والبكاء ولكن لا أحد يسمعها.
استغل دولفو حالتها وجعل منها ملك له. عندما كانت ليوكاديا في منزل رودولفو، اخفت صليب في كمها أو جعبتها. وفي النهاية أطلق سراحها، وبعد عدة شهور سيجنى ثمار تلك الليلة. لوكاديا وهي في طريقها للبحث عنه، أدركت أنها في نفس المكان حيث تم الاعتداء عليها، فقامت بالإفصاح عن كل شئ أو بالحقيقة أمام أجداد الطفل. اجبر الوالدين ابنهم دولفو على الزواج من تلك الفتاة وبذلك يكون الزفاف هو الحل.

توليدو

## بناء الرواية
تتمحور الرواية بالشكل التالي:
من الفقرة 41 حتى 42: يصف لنا الموقف وخطة خطف ليوكاديا.
في الفقرات43 ،44,45 :يحكى لنا عن خطف ادولفو لليوكاديا.
في الفقرة 46 : يروى لنا عن مشهد الاغتصاب.
في الفقرة 47 :يحكى عن استيلاء ليوكاديا على الصليب.
في الفقرات 48 و 49: يحكى عن عودة ليوكاديا للمنزل وتفكيرها فيما حدث.
في الفقرات 50,51: :يروى ولادة وحادثة لويس وعملية إنقاذه من قبل فارس مسن غير معروف.
في الفقرات 52,53،54,55:ليوكاديا تتعرف على الغرفة حيث تم اغتصابها وتعترف بكل شئ.
في الفقرة 56,57: تقديم ليوكاديا كزوجة لادولفو.
في الفقرات 58,59،60:اجتمع الشابان وتزوجوا.

## الشخصيات الاساسية
ليوكاديا: هي فتاة جميلة وجدابة في 16 من العمر و من عائله متواضعة، تم اغتصابها من قبل رودولفو.
رودولفو: هو شاب في العشرين من عمرة، من اسرة رفيعة المستوى، لكنها ذات عقلية متفتحة، قام باغتصاب ليوكاديا ثم هرب إلى إيطاليا

## الشخصيات الثانوية
- الرجل المسن: هو والد ليوكاديا.
- والدة ليوكاديا: هي إحدى المؤيدين لليوكاديا.
- لويس: هو ابن ليوكاديا و رودولفو، هو طفل برئ ناتج عن غريزة الشهوة والمتعة للاب و يؤس الام.
- اصدقاء رودولفو: هم في سن الشباب مثله، يتمتعون بالجراءة.
- والدا دولفو: هم من عائله مرموقة، لكنهم شعروا بالاسف تجاة دلك الطفل، محاوليين اصلاح خطأ ابنهم.
- الخادمات والخدم: موظفو إستيفانيا دونا.
- المعالج

## اقرأ أيضا
- دون كيخوطي
- العاشق المتحرر
- الغيور الإكستـريمادوري
- حوار الكلاب
- الغجرية
- الإسبانية الإنجليزية
- أعمال بيرسيليس وسيخيسموندا
- لا جالاتيا
- العذراوات الاثنان

## وصلات خارجية
Wikisource contiene obras originales de o sobre La fuerza de la sangre.